# ボルボ・PV650
PV650シリーズ（英語: PV650 Series）は、1929年から1937年にかけてボルボが製造した自動車。モデル名はPersonVagn（ "乗用車"の略）、6つのシリンダ、5つの座席、3桁目はバージョンを示す。

## PV650-652
ボルボは、1926年に最初の車であるÖV 4の後継車の計画を開始した。
当時のスウェーデンの自動車市場はアメリカのメーカーよって支配されていた。そのためボルボは競争力を高めるために小さな4気筒エンジンではなく、大型の6気筒エンジンを採用した。
1929年4月、PV651が導入された。新型車は、強力なエンジンに対応するため強力なシャーシを備えており、車体は伝統的な方法で製造され、木製のフレームが鋼板で覆われていた。 エンジンメーカーのペンタ社（現ボルボ・ペンタ）が開発したサイドバルブ6気筒3010 ccのDBエンジンは非常に丈夫で、クランクシャフトは7つのメインベアリングで支えられていた。ギアボックスはマニュアルの3速ボックスであった。
1930年の春、車はPV652に引き継がれ、内装とダッシュボードが変更された。エンジンには新しいキャブレターが装備され、主な改善点は油圧ブレーキの導入であった。 1931年に車は4速マニュアルギアボックスを導入した。 1932年1月、PV652は、大容量の3366 cc EBエンジンと、2速と3速が同期した新しい3速ギアボックスで変更された。またボルボは、新たに商用シャーシを開発し、小型トラック、救急車、霊柩車のボディを備えた。少数のPV650シリーズのシャーシは、派手な2ドアのオープンボディまたはクローズドボディで覆われていた。

### バージョン
- PV650 ：1929-34年、206台（商用シャーシ）
- PV651 ：1929-30年、（機械式ブレーキ）
- PV652 ：1930-33年、（油圧ブレーキ）

PV651 / 652の総生産台数：2,176台

## PV653-655
1933年の秋に、6気筒のボルボカーは、X字型のクロスメンバーサポート、17インチの小さなリム、木製フレーム使用しないオールスチールボディを備えた新しいより強力なシャーシに変更された。中央の屋根の部分はまだレザーレットで覆われていた。新しいボディにはフェンダーがあり、フロントガラスとラジエーターグリルは空気力学を改善するためにわずかに傾けられた。機械部品は変更されていない。
ボルボは、PV653ベースモデルとPV654デラックスモデルの2つのバージョンを提供。PV654の高級装備には、アップグレードされたインテリア、フェンダーに取り付けられた２本のスペアタイヤ、クロームメッキの２つのホーン、２つのリアライトが含まれていた。

### バージョン
- PV653 ：1933-34年、230台（ベースモデル）
- PV654 ：1933-34年、361台（デラックスモデル）
- PV655 ：1933-35年、62台（商用シャーシ）

## PV656-659
1935年までPV650シリーズのデザインやボディは基本的に1929年と同じでかなり古風に見えたが、それでもボルボはもう一度車を更新した。新しいPV658 / PV659は、大容量の3670ccのECエンジンとV字型のラジエーターグリルを備えている。
乗用車は1936年にボルボ・PV51に取って代わられたが、商用車はさらに1年間使用された。

### バージョン
- PV656 ：1935-36年、16台（商用シャーシ）
- PV657 ：1935-37年、55台（3,550mmのホイールベース車）
- PV658 ：1935-36年、301台（ベースモデル）
- PV659 ：1935-36年、170台（デラックスモデル）

## ギャラリー

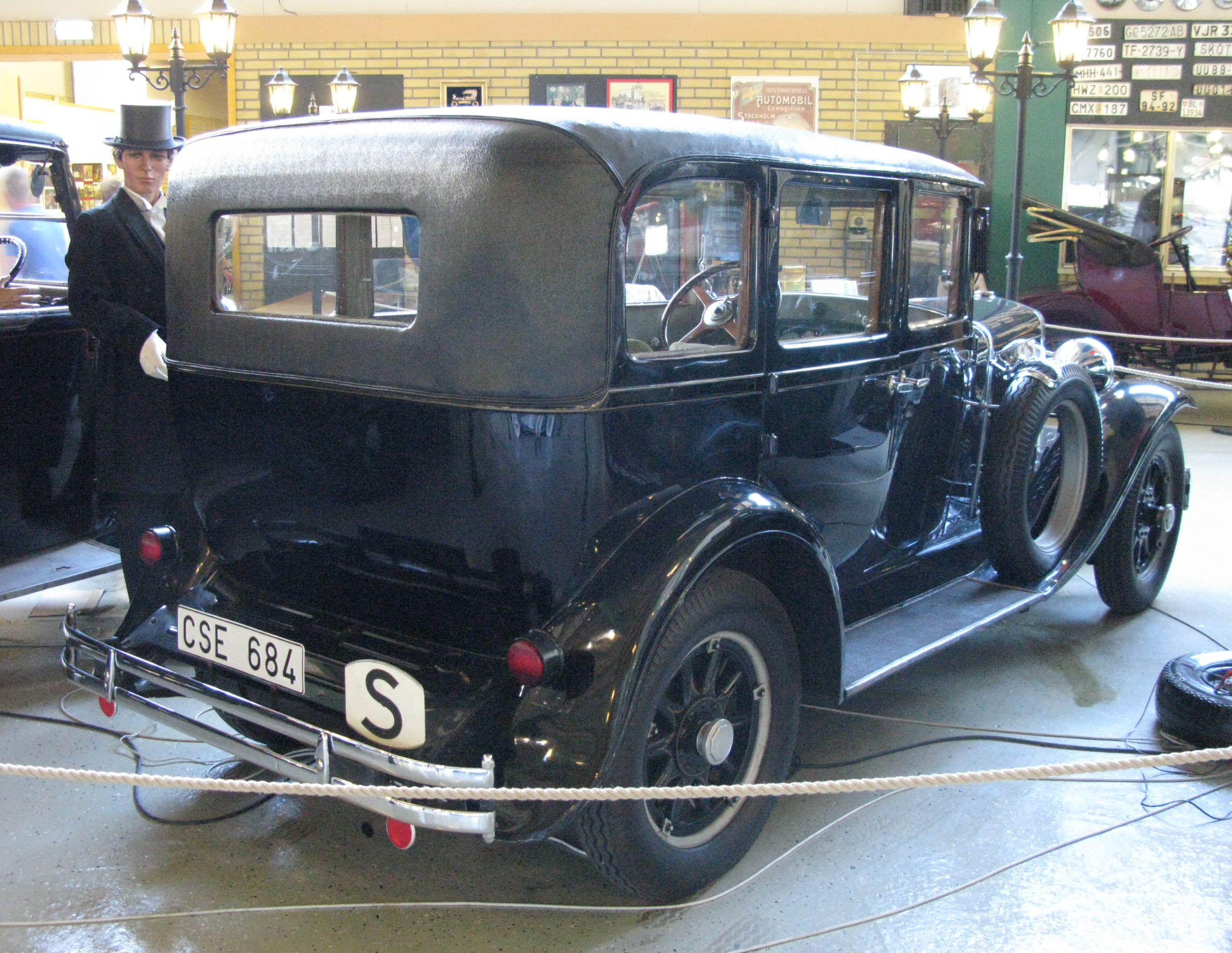
ボルボ・652セダンの後方（1931年）
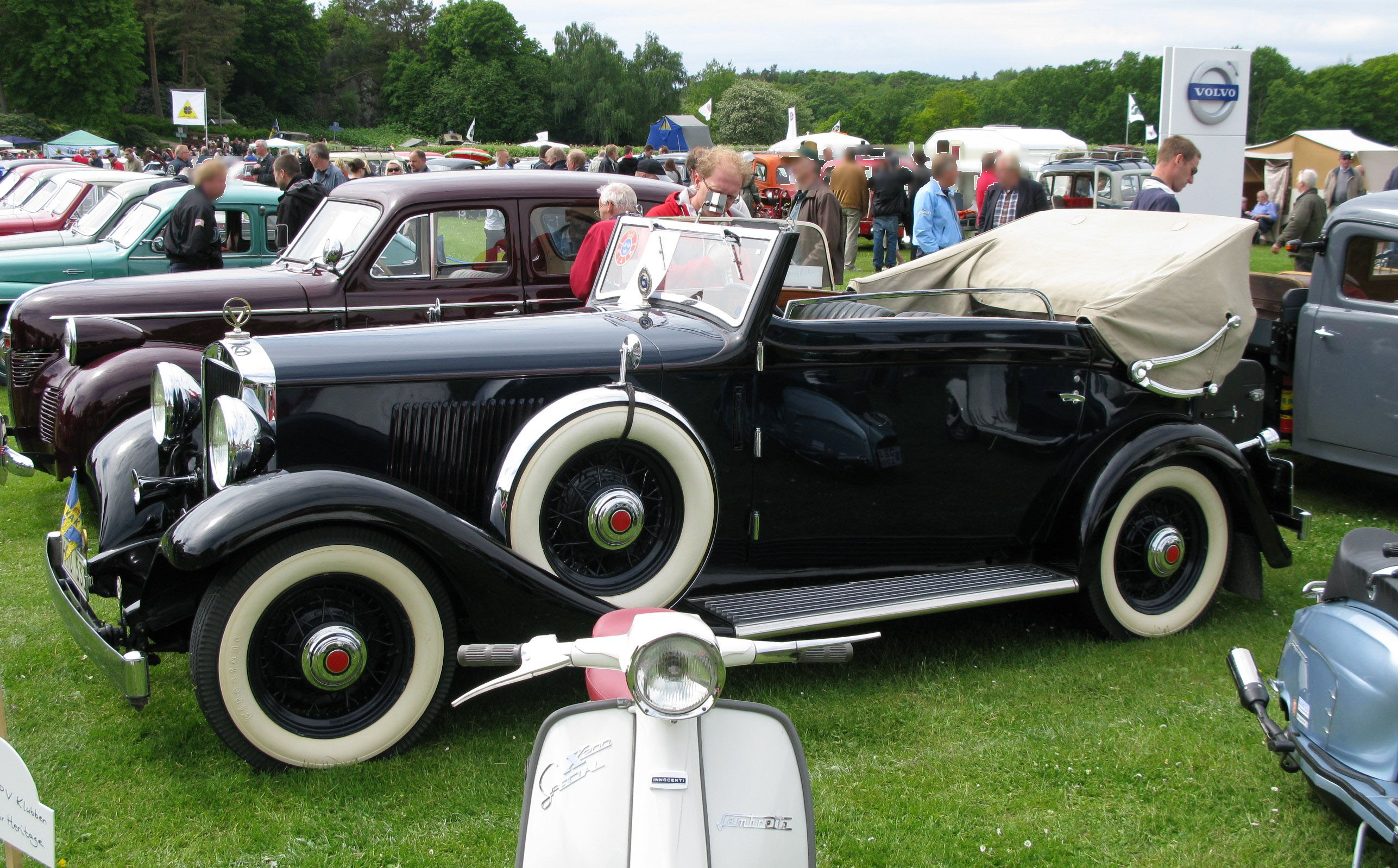
ボルボ・PV655、スウェーデンのコーチビルダーNorrmalmによる1回限りのコンバーチブルボディ（1933年）
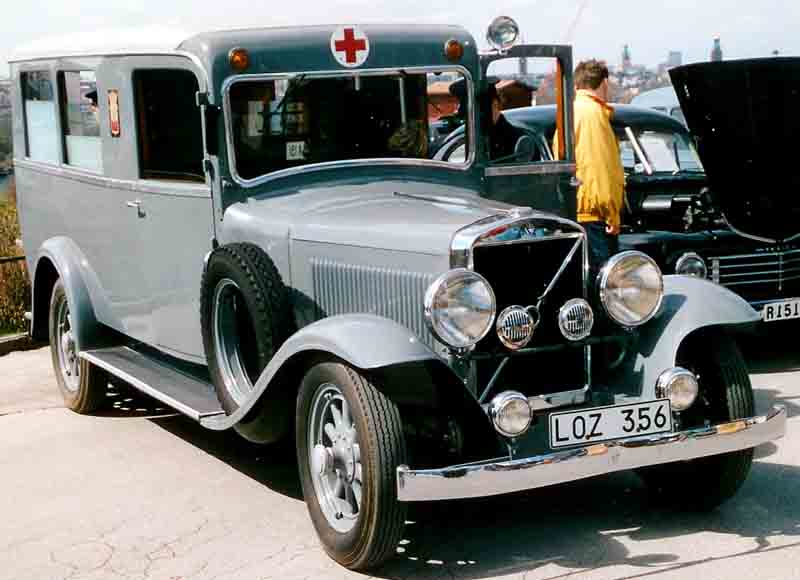
ボルボ・PV655の救急車（1934年）
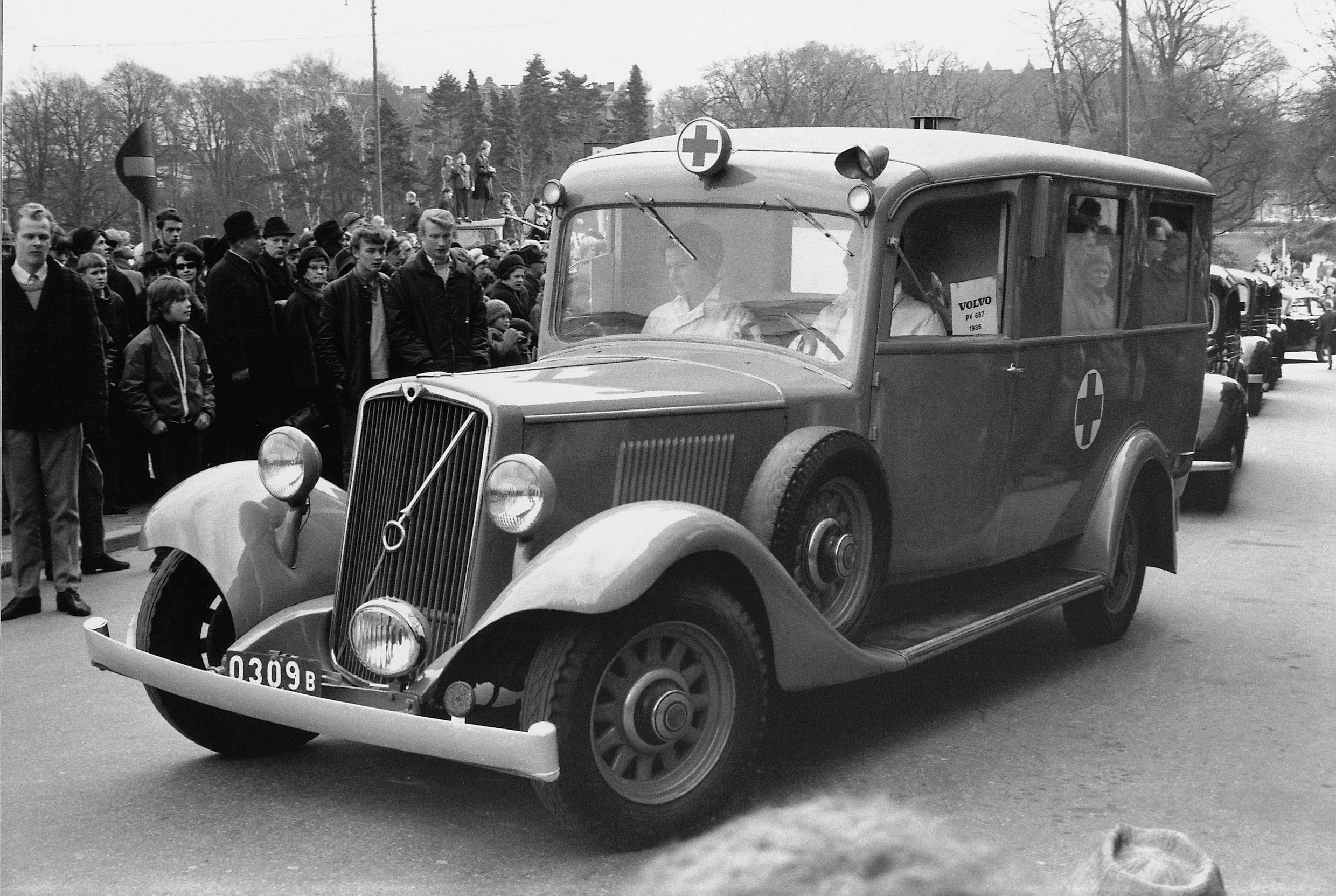
ボルボ・PV657の救急車（1937年）